# John Culver

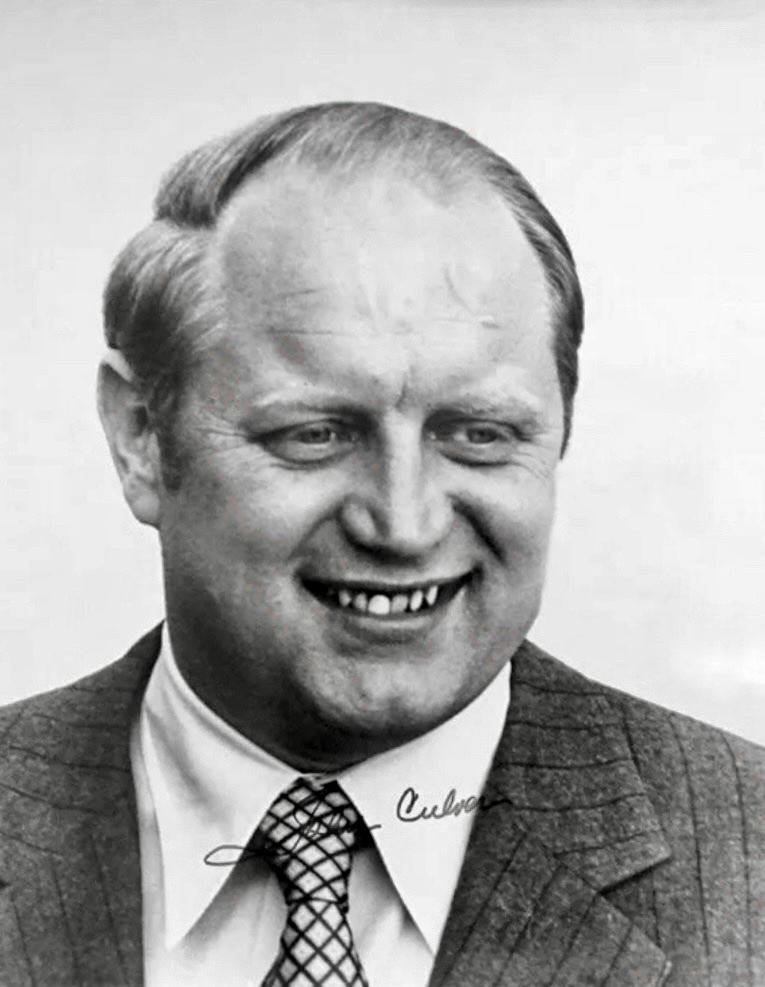
John Culver

John Chester Culver (* 8. August 1932 in Rochester, Minnesota; † 26. Dezember 2018) war ein US-amerikanischer Politiker (Demokratische Partei), der den Bundesstaat Iowa in beiden Kammern des Kongresses vertrat.
Der in Minnesota geborene John Culver zog mit seiner Familie nach Cedar Rapids in Iowa, als er noch ein Kind war. Er schloss seine Studien an der Harvard University und der Harvard Law School erfolgreich ab; während seines Studiums spielte er im Football-Team von Harvard an der Seite von Edward Kennedy. Er verbrachte auch ein Jahr an der Universität Cambridge. Von 1955 bis 1958 diente er als Captain im United States Marine Corps.
Ab 1963 arbeitete er als Anwalt in Cedar Rapids; jedoch begann er sich auch schon früh für die Politik zu begeistern. Bereits 1964 wurde er für den 2. Wahldistrikt von Iowa ins US-Repräsentantenhaus gewählt, wo er vom 3. Januar 1965 bis zum 3. Januar 1975 verblieb.
1974 trat Culver nicht zur Wiederwahl an, sondern bewarb sich stattdessen erfolgreich um einen Sitz im US-Senat, der nach dem Rücktritt von Harold Hughes vakant war. Er setzte sich gegen den Republikaner David M. Stanley durch und nahm ab dem 3. Januar 1975 sein Mandat wahr. Im Jahr 1980 trat er zur Wiederwahl an, unterlag jedoch mit nur 45,5 Prozent der Stimmen dem Republikaner Chuck Grassley, der auf 53,5 Prozent kam.
In der Folge arbeitete Culver als Anwalt in Washington. Im Jahr 2000 war er Mitverfasser der ersten umfassenden Biografie des ehemaligen US-Vizepräsidenten Henry A. Wallace. Sein ältester Sohn Chet war von 2007 bis 2011 Gouverneur von Iowa.